# Restaurazione di Tahmasp II al trono safavide
La restaurazione di Tahmasp II al trono safavide (detta anche Guerra safavide o Guerra safavide di Ghilzai), fu una serie di battaglie combattute tra le forze dell'Impero safavide capeggiate dal generale Nadir e quelle della Dinastia Hotak (col supporto dall'Impero ottomano). Malgrado nominalmente la sede del potere fosse restaurata a Tahmasp, la vera autorità nel conflitto nella guida delle armate persiane venne affidata al generale Nadir, che sin dalle prime vittoria nel Khorasan aveva tentato di proclamare Tahmasp II quale suo vassallo. Al termine del conflitto la Dinastia Hotak venne detronizzata ed i suoi domini riannessi all'Impero persiano, mentre Tahmasp II poté tornare sul trono.

## Battle of Mihmandoost
Avendo ritardato il confronto con Tahmasp troppo a lungo, Ashraf si sentì minacciato eccessivamente dal pretendente al trono safavide e dal suo giovane generale Nadir. Avendo sentito della spedizione contro gli abdalidi di Herat, Asharaf decise di marciare sulla capitale del Khorasan e catturare Mashad prima che Nadir potesse tornare da est. Ad ogni modo Nadir tornò a Mashad prima che Ashraf avesse l'opportunità di invadere il Khorasan.
Marciando verso Damghan Nadir e Ashraf si scontrarono presso il villaggio di Mihmandoost dove, malgrado l'essere superati di numero dai persiani, gli afghani combatterono una sanguinosa battaglia e vennero costretti a ritirarsi verso Semnan.

## Imboscata al passo di Khwar
Ashraf si ritirò verso ovest dove organizzò un'imboscata ai nemici presso il passo di Khwar dove sperava che i persiani, presi dai recenti trionfi, sarebbero stati colti di sorpresa e battuti. Nadir, venuto a conoscenza dell'imboscata, accerchio i nemici e li distrusse completamente, lasciando i pochi fuggitivi a rifugiarsi verso Isfahan.

## Battaglia di Murche-Khort
Requesting urgent support from the Ottoman empire Ashraf sought to counter the Persian army's thrust towards Isfahan. The Ottomans keen to hold Ashraf in power instead of seeing a resurgent Persia on their eastern frontier were all too eager to help with both guns and artillerymen. At the battle of Murche-Khort the Afghans were yet again decisively defeated forcing Ashraf to flee south.

## Liberazione di Isfahan
Nadir liberò Isfahan e poco dopo ricevette Tahmasp II fuori dal cancello principale della città dove lo scià ebbe modo di esprimere la sua gratitudine a Nadir. La città era stata però devastata dagli afghani che lasciarono ben poche ricchezze a Nadir ed ai suoi uomini. Tahmasp vedendo la città ridotta a un cumulo di macerie si dice che pianse amaramente, essendo essa ormai ridotta in termini di popolazione e ricchezze.

## La fine del governo afghano in Persia
Nadir abbandonò Isfahan dirigendosi verso Shiraz dove Ashraf era impegnato a raccogliere per quanto possibile supporto e uomini dalle locali tribù arabe. A questo punto non vi era speranza realistica di ravvivare le fortune afghane e presso Zarghan i persiani battagliarono con l'armata di Ashraf e la decimarono.